# Classique des rites
Le Classique des rites, Lijing ou Li King (chinois simplifié : 礼经 ; chinois traditionnel : 禮經 ; pinyin : Lǐjīng) désigne un ou plusieurs ouvrages attribués aux sages de l’époque Zhou (en particulier le Duc de Zhou), compilés et commentés par les confucéens (Confucius ou ses disciples immédiats selon la tradition), traitant des rites (Li) encadrant l’organisation sociale, administrative et politique de cette dynastie. Sous les Han occidentaux, ces textes ayant en grande partie disparu, trois ouvrages furent reconstitués d’après des fragments, des souvenirs (récitations) et des rédactions apocryphes : le Zhouli (周禮), le Yili (儀禮) et le Liji (禮記). Le terme Lijing, qui peut désigner l’ensemble, fait le plus souvent référence au Liji ou Livre des rites.

## Rites des Zhou
Le Zhouli (周禮 Rites des Zhou) fut connu jusqu’aux Tang sous le nom de Zhouguan (周官, fonctionnaires des Zhou) car c’est en fait une liste de fonctions officielles réparties en 6 catégories qui inspirèrent les 6 ministères de l’administration impériale. Il devrait sa survie à Liu Xian, prince de Hejian (河間王), parent de Wudi, actif collectionneur de textes anciens. C’est à lui qu’on aurait apporté l’ensemble auquel manquait le chapitre 6, pour lequel une récompense importante fut promise, mais en vain. Comme tous les documents remis par le prince à l’empereur, il aurait été archivé dans la bibliothèque impériale et laissé de côté jusque -9, année où Liu Xin (劉歆) reprit le travail de bibliographe de son père Liu Xiang (劉向). Liu Xin, qui en attribua la rédaction au Duc de Zhou, remplaça le chapitre manquant par un autre document sur la fonction publique, disparu depuis.

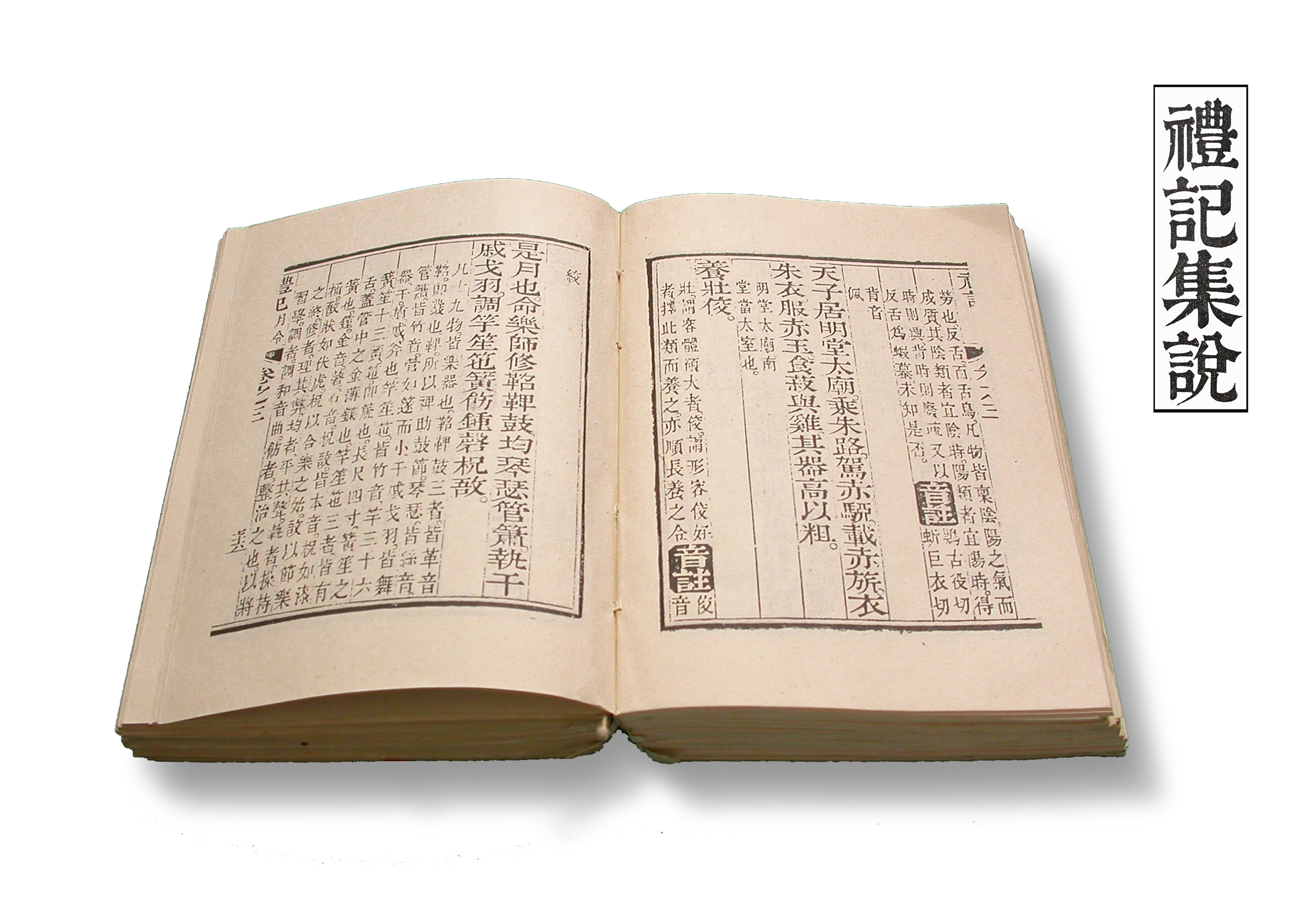
Un exemplaire du Li Ji

La description de l’administration Zhou y apparait plus idéalisée que réelle. Toutefois, dans son Avertissement de l'édition de l'Imprimerie nationale de 1851, JB Biot précise : « Tous les rouages politiques et administratifs y sont exposés avec une entière évidence, tant leurs spécialités propres, que leurs rapports d'action. Tous les offices qui concourent au mécanisme général du gouvernement, depuis celui du souverain jusqu'à celui du dernier magistrat du peuple, y sont individuellement décrits, réglés, fixés, jusque dans les moindres particularités de leurs attributions et de leurs devoirs [...] ». L'ensemble de cet Avertissement paraît faire référence à des pratiques d'administration bien réelles. Son éditeur initial, Liu Xin, servit sous Wang Mang, dont le gouvernement, prétendant revenir à l’âge d’or des premiers Zhou, s’appuyait sur les traités de rites attribués à cette dynastie. Le Zhouguan fut donc dès les Han orientaux soupçonné d’être un faux au service de l’usurpateur. Actuellement, rares sont ceux qui y voient un document du début des Zhou. Les opinions se partagent entre une rédaction vers la fin des Royaumes combattants (école de Xunzi en particulier) comprenant des interpolations Han, et une fabrication de Liu Xin au début de l'ère chrétienne. Il fut traduit en français par Édouard Biot.

## Rites cérémoniels
Le Yili (儀禮 rites cérémoniels) est une description de l’étiquette et des rituels suivis par la petite aristocratie des Zhou lors des évènements privés (mariages etc.) et publics. Comme le Zhouli, il a été attribué au Duc de Zhou par certains commentateurs Han. C’est le premier des livres de rites à avoir été reconstiué (vers -180) d’après les souvenirs du lettré Gao Tang qui en produisit 17 chapitres. Des fragments confirmant sa version furent également retrouvés à la fin du IIe siècle av. J.-C. dans la demeure ancestrale de la famille de Confucius. Considéré comme un authentique document d’avant les Qin, il était connu sous les Han comme Ligujing (禮古經, classique ancien des rites). Il fut commenté par les spécialistes de la littérature rituelle Hou Cang (后倉), Dai De (戴德) et Dai Sheng (戴聖), mais seule la version commentée par le bibliographe Liu Xiang nous est parvenue. Moins abondant en contenu et moins étudié par les lettrés que le Liji considéré traditionnellement comme son développement, il fut remis à l’honneur sous les Song par Zhu Xi.

## Livre des rites
Le Liji (禮記) ou Livre des rites, considéré par les lettrés confucéens comme le développement du Yili, offre un contenu beaucoup plus varié (anecdotes, discours, dialogues en sus des descriptions). Certaines parties se retrouvent dans le Xunzi et le Huainanzi. À l’origine composé de 131 chapitres selon les dires de son premier éditeur, le bibliographe Liu Xiang, il proviendrait, comme les parties authentiques du Zhouli, de la collection de textes anciens rassemblée sous Han Wudi par le prince de Hejian. La compilation en fut attribuée à Confucius ou à ses disciples. Les grands commentateurs de rituels Dai De et Dai Sheng (oncle et neveu, ou cousins selon Legge) en produisirent chacun une version condensée et commentée, le Dadai liji (Liji du grand Dai) (大戴禮記) en 85 chapitres et le Xiaodai liji (Liji du petit Dai) (小戴禮記) en 46 chapitres. La seconde version fut rapidement plus appréciée et le Dadai se perdit après les Tang. On en a néanmoins retrouvé 27 chapitres. Dai Sheng ou Ma Rong intégrèrent au Xiaodai trois documents indépendants: le Yueling (月令) sur le calendrier, le Tangwei (堂位) sur les fonctions officielles et le Yueji (乐记) sur la musique.
Sous les Song, les néoconfucianistes ont extrait deux chapitres du Liji, l’Invariable milieu Zhongyong (中庸) et la Grande Étude Daxue (大學) pour en faire deux des quatre ouvrages du canon confucéen.
Il fut longtemps le principal objet d’études et de gloses, et c’est le plus souvent lui que l’on désigne sous le nom de Lijing. L'essentiel de l'ouvrage daterait des Royaumes combattants.

### Textes traduits en français
Les trois rituels classiques :
- Le Classique des rites (Li chi, Wade Li-ki, EFEO Li ki, pinyin Li ji ; Rites et cérémonies), trad. Séraphin Couvreur (1899) : Mémoires sur les bienséances et les cérémonies, Paris, You Feng, 2015, 848 p.
  - t. I, 788 p. 
  - t. II, 850 p.
- Rituel des Zhou (Tcholi, EFEO Tcheou li, pinyin Zhou li ; Rites des Tcheou ; Officiers de Zhou : Zhouguan), trad. Edouard Biot : Le Tcheou-li, ou Rites des Tcheou, Imprimerie Nationale, 1851,
  - t. I, 500 p. 
  - t. II, 620 p. .
- Livre des rites (Li tsi, Wade I li, EFEO Yi li, pinyin Yi li ; Mémoires sur les rites), trad. Séraphin Couvreur (1916) : Cérémonial, Paris, Cathasia, 1951, II-669 p. .

### Études
- J. J. M. De Groot, The Religious System of China, Brill, Leiden, 1892-1910, rééd. Taipei 1964 , vol. I : Disposal of the Dead. Part I : Funeral rites. Part II : The ideas of resurrection, 1892, XXIV-360 p.
- Gilles Boileau, Politique et rituel dans la Chine ancienne, Collège de France, 2014.